# Penisola balcanica
La penisola balcanica, nota anche come penisola emaica o Balcani (dai monti Balcani, sistema montuoso tra Bulgaria e Serbia; dal turco balkan, "monte") è una penisola dell'Europa sud-orientale; è delimitata a ovest dal mare Adriatico, a sud-ovest dal mar Ionio, a est dal mar Nero, a sud-est dal mar di Marmara, e a sud dal mar Egeo.

## Descrizione
Come spesso accade per le penisole, incerta è la definizione del suo confine sulla terraferma, aggravato dal fatto che si tratta di uno dei suoi confini più estesi. Non aiuta inoltre la definizione di questa linea di demarcazione il fatto che il territorio presenta al suo interno grandi differenze e frammentazioni per storia, nazionalità, lingua, cultura e religione delle popolazioni che vi abitano.
Solitamente se ne stabilisce il confine sul Danubio e sul suo affluente Sava. In questo modo si include in tale area anche parte della Slovenia e della Romania (paese di lingua romanza orientale), che però storicamente hanno avuto a che fare con i Balcani solo dopo la dissoluzione dell'Impero asburgico. Secondo il geografo Vittorio Vialli, la delimitazione a nord è rappresentata dalla linea geografica Istria-Odessa. Esclude dalla regione la Slovenia l'interpretazione del confine che include il fiume Kupa, facendolo partire dalla città di Fiume e raggiungendo le foci del Danubio. In tal modo confina a ovest con la cosiddetta regione geografica italiana, che include anche territori non facenti parte della Repubblica Italiana. La definizione politica di Balcani venne in uso nel XIX secolo per designare i paesi europei interessati dall'espansione e dalla successiva dissoluzione dell'Impero ottomano.
Del resto le caratteristiche del territorio, solcato da catene montuose parallele che ostacolarono il movimento in direzione nord-sud e una colonizzazione uniforme già ai tempi dell'espansione greco-romana, e la sua stessa collocazione geografica contribuiscono a spiegare le tormentate vicende storiche che hanno caratterizzato la penisola. La penisola è attraversata dal Balkan Express, un treno con partenza da Vienna e arrivo a Istanbul. Il clima è continentale nel nord e nell’est del territorio (con estati calde e inverni molto rigidi), mentre l’area occidentale e la Grecia hanno un clima mediterraneo.

### Orografia
La penisola balcanica è percorsa da varie catene e massicci montuosi:
- Alpi Dinariche: Croazia, Bosnia ed Erzegovina, Serbia, Montenegro, Albania e Kosovo;
- Monti del Pindo: Grecia, Albania e Macedonia del Nord;
- Parnaso: Grecia;
- Rila e Pirin: Bulgaria;
- Monti Balcani: Bulgaria e Serbia;
- Monti Rodopi: Bulgaria e Grecia.

## Stati

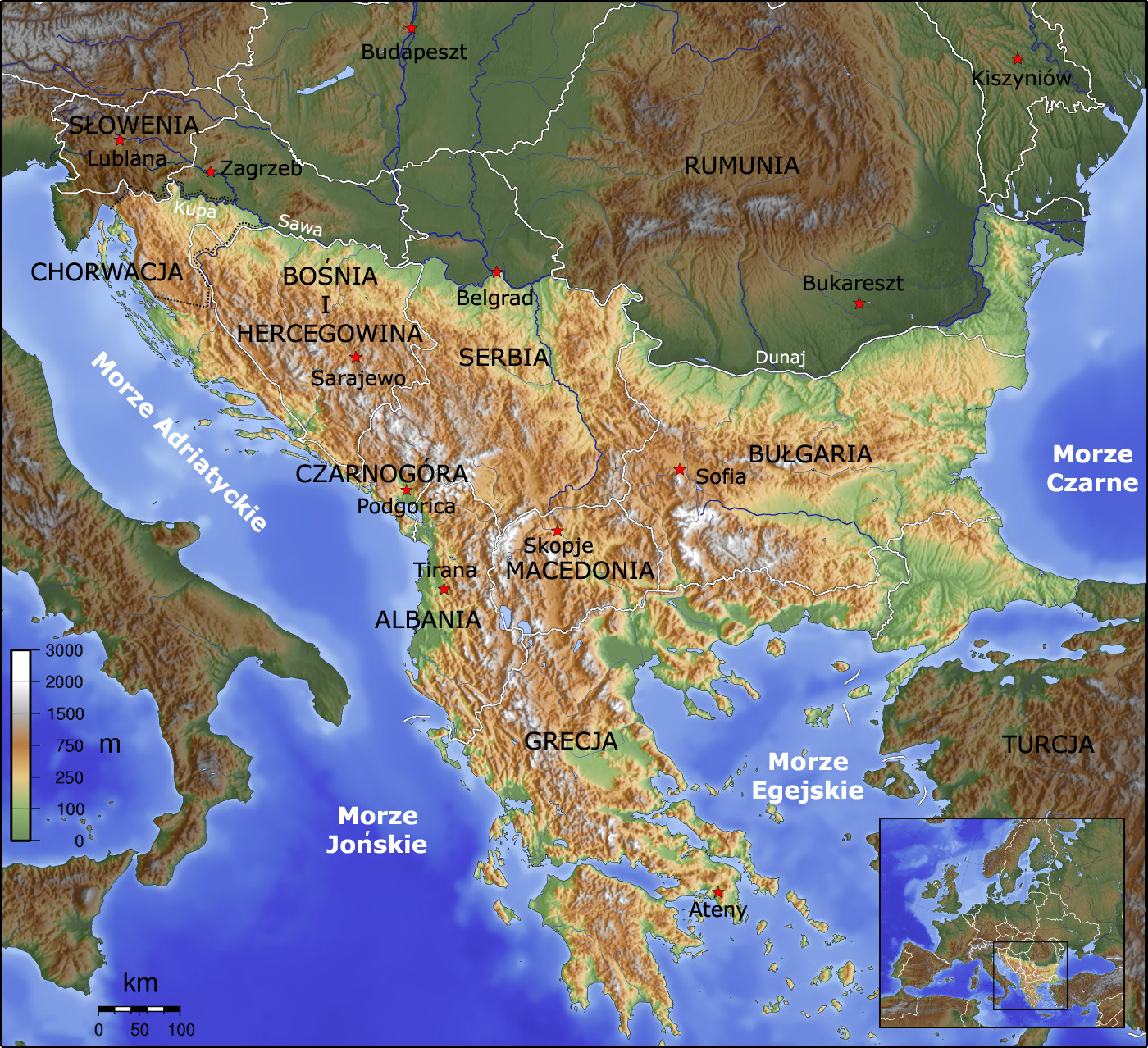
I Balcani

La penisola balcanica ospita numerosi popoli, di etnie, lingue e religioni diverse.
Nella penisola Balcanica sono geograficamente situati i seguenti Stati:
- Croazia, Serbia, Bosnia ed Erzegovina, Montenegro, Bulgaria, Kosovo, Albania, Macedonia del Nord, Grecia e Turchia europea; per alcuni autori anche Slovenia.[9]

### Balcani occidentali
La regione occidentale della penisola balcanica comprende l'Albania, la Grecia e molti paesi dell'ex-Jugoslavia. Di questi Stati il Montenegro e il Kosovo adottarono l'euro in base a decisioni unilaterali, senza l'approvazione iniziale di Bruxelles, dal 1º gennaio 2002. La Grecia è membro dell'Unione europea sin dal 1981 e ha adottato l'Euro.
I Paesi dell'area che non fanno parte dell'Unione europea, hanno aspirazioni d'ingresso, coordinate e seguite dall'Iniziativa Adriatico Ionica: 
- Macedonia del Nord: negoziati di adesione dal 19 luglio 2022;
- Montenegro: negoziati di adesione dal 29 giugno 2012;
- Albania: negoziati di adesione dal 19 luglio 2022;
- Serbia: negoziati di adesione dal 21 gennaio 2014;
- Bosnia ed Erzegovina: negoziati di adesione dal 21 marzo 2024.

I Balcani occidentali hanno una popolazione di 18 137 105 abitanti distribuita su una superficie di 295 465 chilometri quadrati con una densità di 98,9 abitanti per chilometro quadrato.
Secondo la tabella sottostante:
| Stato                | Superficie in km² | Abitanti | Densità per km² | Domanda di adesione | Unione europea                | Eurozona | Riferimenti          |
| -------------------- | ----------------- | -------- | --------------- | ------------------- | ----------------------------- | -------- | -------------------- |
| Macedonia del Nord   | 25713             | 2059000  | 83,57           | 22 marzo 2004       | Negoziati di adesione avviati |          | [ 10 ] [ 11 ] [ 12 ] |
| Albania              | 28748             | 2845955  | 97              | 28 aprile 2009      | Negoziati di adesione avviati |          | [ 13 ] [ 14 ]        |
| Montenegro           | 13812             | 629355   | 48              | 15 dicembre 2008    | Negoziati di adesione avviati |          | [ 15 ] [ 16 ]        |
| Serbia               | 88361             | 7001444  | 98              | 22 dicembre 2009    | Negoziati di adesione avviati |          |                      |
| Bosnia ed Erzegovina | 51209             | 3 791622 | 76              | 15 febbraio 2016    | Negoziati di adesione avviati |          |                      |
| Kosovo               | 10887             | 1 809729 | 175             | 15 dicembre 2022    |                               |          |                      |

### Balcani orientali
L'area orientale della penisola balcanica è occupata da Bulgaria e Turchia.